# Симфония № 8 (Бетховен)
Симфония № 8 Фа мажор, op. 93 — предпоследняя симфония Людвига ван Бетховена, завершенная в октябре 1812 года в Линце, спустя полгода после Седьмой симфонии. Самая короткая симфония Бетховена, которую сам композитор называл «меньшей симфонией in F» в сравнении с предыдущей. Первоначально Бетховен задумывал это произведение как фортепианный концерт. Премьера состоялась в Вене, в Редут-зале дворца Хофбург, 27 февраля 1814 года в одном концерте с Седьмой симфонией и «Битвой при Виттории» под управлением автора.

## История создания

### Контекст
Седьмая и Восьмая симфонии завершают группу симфоний, сочиненных Бетховеном в его средний период творчества. В планах имелась ещё одна симфония в ре миноре, однако эта идея не была реализована даже в набросках. К 1812 году, после завершения работы над Пятой и Шестой симфониями, Бетховен успел сочинить немало камерной музыки, фортепианные сонаты, а также музыку к гётевскому «Эгмонту», над которой он работал в 1809—1810 году. Летом 1811 года Бетховен посетил курортный городок Теплице где он сочинил музыку к двум патриотическим пьесам А. фон Коцебу: «Афинские развалины» (op.113) и «Король Стефан» (op.117).
Симфония сочинялась в особенно напряженный период жизни Бетховена, пришедшийся на 1812 год. В это время произошёл сдвиг в его самосознании: его учителя Й. Гайдн и И. Альбрехтсбергер недавно умерли, и композитор неожиданно ощутил творческую зрелость, заняв в глазах молодежи позицию мэтра — первого композитора империи, несмотря на то, что придворным капельмейстером он так и не стал. Как отмечает Л. В. Кириллина, в Восьмой симфонии «происходит прощание Бетховена с XVIII веком, а заодно и с собственной молодостью».
Лето 1812 года — период активной работы над Восьмой симфонией в Теплице, в то же самое время явился периодом душевной драмы Бетховена. Об этом стало известно уже после его смерти, когда в секретном ящике было обнаружено письмо к неустановленному адресату — женщине, с которой у Бетховена был несчастный роман. Документ получил название «Письмо к Бессмертной возлюбленной». Анализируя жизненные события композитора, Кириллина пишет: «след, оставленный этой драмой в душе и творчестве Бетховена, сохранялся в течение многих лет, вплоть до конца жизни мастера». В «Письме» Бетховен раскрывает свое отношение к занимаемому им положению: «повсюду я преследуем расположением людей, которое, мне думается, я столько же мало стремлюсь заслужить, сколь мало его и заслуживаю. Унижение человека перед человеком больно меня ранит. И когда я себя рассматриваю во взаимосвязи со вселенной, то что же представляю собой я и что — тот, кто наречен величайшим?».
Работа на Седьмой и Восьмой симфониями велась в один период. Подобная практика не является особенной в творчестве Бетховена. Так, Пятая и Шестая симфонии были сочинены примерно в одно и то же время, а их первое исполнение состоялось в одном и том же концерте — при всей колоссальной разнице их драматургических качеств. Седьмая и Восьмая симфонии также близки друг другу хронологически, при том, что образная сфера этих симфоний совершенно различна.

## Состав оркестра
| Деревянные духовые                            |
| 2 флейты, 2 гобоя, 2 кларнета in B, 2 фагота  |
| Медные духовые                                |
| 2 валторны in F, B; 2 трубы in F              |
| Ударные                                       |
| литавры                                       |
| Струнные                                      |
| скрипки I и II, альты, виолончели, контрабасы |

## Критика
Черни вспоминал, что когда некоторые слушатели нелестно отозвались о Восьмой симфонии в сравнении с Седьмой, Бетховен ответил: «Это потому, что она гораздо лучше».
Реакция публики и критиков на премьеру Восьмой симфонии, прозвучавшей вместе с Седьмой симфонией, была прохладной. Рецензент Всеобщей музыкальной газеты писал после концерта: «Внимание слушателей было более всего привлечено этим новейшим продуктом бетховенской музы, и все находились в непрерывном ожидании. Но эта симфония после первого прослушивания не вполне удовлетворила, и успех её не сопровождался энтузиазмом, с которым встречают сочинение, вызывающее всеобщее одобрение. Словом, как говорят итальянцы, она не произвела фурора». Вместе с тем, рецензент полагал, что симфония произвела бы лучшее впечатление, если бы исполнялась не после Седьмой симфонии, а до неё.
Биограф Бетховена А. Б. Маркс считал Восьмую симфонию «самой радостной из всех бетховенских симфоний».
П. И. Чайковский так отзывался о Восьмой симфонии: «Восьмая симфония Бетховена отличается от своих предшественниц и от следующей за ней, знаменитой девятой симфонии с хорами, необыкновенною сжатостью форм и своим сплошь радостным, праздничным настроением. Это последняя светлая улыбка, последний отклик певца человеческих скорбей и мрачного, безнадежного отчаяния на призыв к участию в жизненных радостях».

## Комментарии
1. ↑  нем. Redoutensaal от фр. Redoute — помещение для балов, празднетств[3]